# 城隍庙 (乐都区)
城隍庙，位于中国青海省海东市乐都区碾伯镇西关街，为第七批青海省文物保护单位，公布日期为2004年5月10日，类型为古建筑。
城隍庙的历史年代为明。